# Японско-цинское соглашение о дружбе
Тяньцзиньский договор или Японо-цинское соглашение о дружбе (яп. 日清修好条規, にっしんしゅうこうじょうき) — соглашение между Японией и Цинским Китаем, заключенное 29 июля 1871 года в городе Тяньцзинь, Китай. Подписано с японской стороны Датэ Мунэнари, а с цинской — Ли Хунчжаном. Первый равноправный договор между Японией и Китаем. Разработкой положений документа с 1870 года занимался японский дипломат Янагивара Сакимицу.
Первоначальный проект соглашения был составлен по образцу кабального для Китая немецко-цинского договора, подписанного в Тяньцзине 1871 году. Однако китайская сторона отвергла требования относительно режима наивысшего благоприятствования Японии и свободной торговле, и добавила пункты о предоставлении взаимопомощи в случае агрессии третьей стороны. В результате, японское и цинское правительства признавали право экстерриториальности граждан государства-подписанта и соглашались на совместное определение размера пошлин на импорт товаров из обеих стран. Ратификация договора была задержана до 1873 года, несмотря на реакцию ведущих государств Запада, которые видели в соглашении шаг к возможному созданию антизападной коалиции Японии и Китая.
После этого японская сторона безуспешно пыталась навязать династии Цин неравноправный договор, вроде Ансейских соглашений. Переговоры с китайцами были окончательно прерваны вспышкой японско-цинской войны 1894 года.